# Aleuroclava bulbiformi
Aleuroclava bulbiformi es un insecto hemíptero de la familia Aleyrodidae.
Fue descrita científicamente por Qureshi en 1982.